# 馬丁·海蘭德
約翰·馬丁·艾略特·海蘭德（(John) Martin Elliott Hyland）是剑桥大学数理逻辑教授和剑桥大学国王学院研究员。他的研究兴趣包括数理逻辑、范畴论和理论计算机科学。 

## 教育
海兰德就讀於牛津大学，于 1975 年获得哲学博士学位 ，博士導師為Robin Gandy。 

## 研究職涯
Martin Hyland 最出名的是他在应用于逻辑（证明论、递归论）、理论计算机科学（ λ演算和语义）和高维代数的范畴论方面的工作。 他尤其以在有效拓扑（在拓扑理论内）和游戏语义方面的工作而闻名。他指導的博士生包括Eugenia Cheng 和Valeria de Paiva 。  